# ꭙ
Cette page contient des caractères spéciaux ou non latins. S’ils s’affichent mal (▯, ?, etc.), consultez la page d’aide Unicode.
ꭙ (uniquement en minuscule), appelé x à long jambage gauche avec empattement, est une lettre additionnelle de l’alphabet latin qui est utilisée dans la transcription phonétique de dialectologie allemande.

## Utilisation
Le ꭙ est utilisé dans le Sprachatlas von Bayerisch-Schwaben (de), dirigé par Werner König (de), pour représenter une consonne entre ꭗ et x, (notée [ɣ̟] avec l’alphabet phonétique international).

## Représentations informatiques
Le x à long jambage gauche avec empattement peut être représenté avec les caractères Unicode (Latin étendu E) suivants :
| formes    | représentations | chaînes de caractères | points de code | descriptions                                                     |
| --------- | --------------- | --------------------- | -------------- | ---------------------------------------------------------------- |
| minuscule | ꭙ               | ꭙ                     | U+AB59         | lettre minuscule latine x à long jambage gauche avec empattement |